# Округ Принс Едвард (Вирџинија)
Принс Едвард (енгл. Prince Edward County) је округ у америчкој савезној држави Вирџинија.

## Демографија
По попису из 2010. године број становника је 23.368, што је 3.648 (18,5%) становника више него 2000. године.
| Група             | 2000.          | 2010.          |
| Белци             | 12.180 (61,8%) | 14.544 (62,2%) |
| Афроамериканци    | 7.063 (35,8%)  | 7.756 (33,2%)  |
| Азијати           | 108 (0,5%)     | 205 (0,9%)     |
| Хиспаноамериканци | 186 (0,9%)     | 525 (2,2%)     |
| Укупно            | 19.720         | 23.368         |